# جيم بيرز
جيم بيرز (بالهولندية: Jim Beers)‏ هو لاعب كرة قدم هولندي، ولد في 15 مايو 2000 في بورميراند في هولندا.